# Bremer Kinos
Die Bremer Kinos, auch Bremer Filmtheater oder Bremer Lichtspieltheater genannt, entstanden mit Beginn des 20. Jahrhunderts in Bremen und Bremerhaven. In den 1930er und 1960er Jahren erlebte die Kinobranche ihre Höhepunkte. 2000 waren im Land Bremen 15 Kinos mit 9757 Plätzen vorhanden. Zurzeit (Stand 2013) bestehen in Bremen acht Filmtheater mit 39 Kinosälen und insgesamt 10.312 Plätze und in Bremerhaven drei Kinos mit neun Sälen mit um 1500 Plätze.

## Geschichte

### Beginn des Kinozeitalters
Die erste öffentliche Filmvorführung fand am 5. Februar 1894 in Manhattan statt und in Frankreich im Dezember 1895 im Grand Café am Boulevard des Capucines in Paris. 1896 eröffnete an der Friedrichstraße das erste Berliner Kino.
Am 15. August 1896 begann in Bremen das Kinozeitalter. Auf einer Ausstellung der Deutschen Automatengesellschaft von Ludwig Stollwerck wurden „lebende Photographien“ mit dem Cinématographen der Brüder Lumière im Logenhaus am Herdentorsteinweg vorgeführt. Wie damals üblich konnten nur kurze Szenen und aktuelle Ereignisse gezeigt werden. Es folgten 1896 Vorführungen im Logenhaus von ersten Kurzfilmen mit reißerischen Untertiteln wie „nur für Erwachsene“. Verschieden Firmen zeigten Filme unter anderem auf Gewerkschaftsveranstaltungen sowie in einigen Bremer Konzertsälen. 1905 eröffnete Otto Frundt das erste „Ladenkino“ an der Hutfilterstraße in der Altstadt.

### Kinounternehmer Hagen
Der Hamburger Kaufmann Johannes Hagen richtete ab 1908 verschiedene Kinos ein. Der Bremer Architekt Joseph Ostwald (1879–1950) plante und baute in Bremen viele Filmtheater, vor allem für den Kinounternehmer Hagen. 1908 wandelte er Ahlborns Wintergarten in der Ansgariistraße zum Metropoltheater um. Es wurden Filme gezeigt, Konzerteinlagen geboten und Gäste im Restaurant bedient. Rauchverbote gab es noch nicht. 1909 siedelte Hagen nach Bremen über und leitete selbst das Kino. Er gründet 1909 das Hansa-Theater in der Tannenstraße und die Firma Hagen & Sander GmbH. Das Metropol konnte ausgebaut werden. Die Firma plante weitere Kinos: 1910 eröffnete das Apollo-Theater und das von Ostwald geplante neue Opera-Theater (später Kaiser-Theater, dann Liberty-Palasttheater, 1965 Einkaufszentrum). 1911 folgte das Palast-Theater an der Landwehrstraße in Utbremen. 1913 kaufte die Firma das Bremer Lichtspieltheater in der Obernstraße. 1917 schloss sich das Unternehmen der UFA (Universum Film AG) an und die Kinos führten seit 1926 den Namen Ufa-Vereinigte Theater. Im Metropol wurde 1929 der erste große Tonfilm The Singing Fool aufgeführt. 1926 wurde nach Ostwalds Entwurf der Neubau für das Kino Europa-Palast am Herdentorsteinweg durchgeführt. Auch dieses Haus gehörte seit 1937 der Ufa.

### Weitere Kinos entstanden
1919 gründete sich – aus dem Rheinland kommend – das Lichtspielunternehmen Luetge & Heiligers. Sie erwarben das Moderne Theater, ein Ostwalds-Umbau der Neustädter Tonhallen am Neustadtswall. 1924 lief hier die ersten kurzen Tonfilme. Die Firma erwarb weiterhin 1921 das Decla in Walle, 1927 das Tivoli am Hauptbahnhof und 1929 die von Ostwald gebaute Schauburg im Steintorviertel.
Seit 1925 gab es das Roland-Theaters, ab 1934 Alhambra, ein Kino mit 222 Plätzen an der Gröpelinger Heerstraße Nr. 195/197 das zunächst der Kinobetreiber W. A. Braune besaß.

Die Schauburg Bremen, Vor dem Steintor 114, war 1929 in Bremen das erste Filmtheater mit Ton.

#### Das Decla
Das Decla an der Waller Heerstraße Nr. 44 stand auf dem Grundstück von Dreyers Volksgarten, der sich dann St. Pauli Festsäle nannte. 1911 entstand hier das Schiller-Theater, in dem Schauspiele und Lustspiele gezeigt wurden. 1920/21 erfolgte die Umrüstung zu einem Kino. Das im Krieg beschädigte Gebäude war auch nach 1945 Kino, aber auch Veranstaltungssaal. Es wurde 1969 geschlossen.

#### Das Tivoli

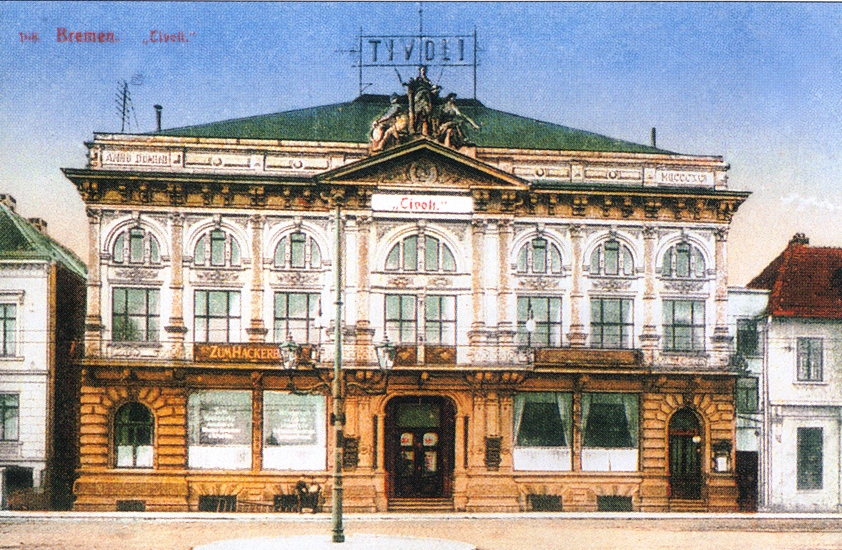
Tivoli Bremen von 1908

Das Tivoli entstand auf dem Grundstück An der Weide Nr. 10. 1849 hatte der Kaufmann H.W. Wilcke auf dem Gelände des ehemaligen Sommersitzes des Kaufmanns von Post einen „Volksgarten“ mit einem Sommertheater errichtet. Das Sommertheater zog 1852 zum Osterdeich um. Das in der Straße An der Weide verbleibende Theater nannte sich nun Tivoli und nach einem Umbau Tivoli-Theater. 1890 brannte der Theaterbau ab und ein Neubau entstand bis 1892 mit einem Saal mit 3000 Plätzen sowie einem Konzertsaal und weiteren Räumen. 1911 kaufte Bremen das Theater und verpachtete es an den Kaufmann Leopold Gross und (bis 1916) den Komponisten und Dirigenten Jean Gilbert. Zuerst wurden in dem nun 1800 Plätze umfassenden Saal Varietéprogramme dann Operetten gezeigt. 1920 wurde daraus das Stadttheater An der Weide. 1924 übernahm Gross wieder das Haus und wandelte es 1925 zu einem Kino um. 1927 pachteten Luetge & Heiligers das Kino bis 1940. Auch im Tivoli spielte 1929 der amerikanische Tonfilm The Singing Fool. 1932 wurde auch der Theatersaal des Tivolis zu einem Kino umgebaut. Im Zweiten Weltkrieg wurde es bei einem Luftangriff zerstört. Das Kino wurde 1948 wieder aufgebaut und als UT am Bahnhof im heutigen Gewerkschaftshaus geführt.

#### 1930er Jahre
Anfang der 1930er Jahre wurden bedeutsame Filme auch in Bremen gezeigt. Das Kino erreichte in den 1930er Jahren seine höchsten Besucherzahlen. Andererseits konnte es sich nicht der politischen Propaganda der Zeit des Nationalsozialismus entziehen. Viele Kinobauten wurden im Zweiten Weltkrieg zerstört.

### Nach 1945
1945 erfolgte durch Ostwald der Umbau der Gaststätte Concordia in der Schwachhauser Heerstraße in das gleichnamige Bremer Künstlertheater, das später zum Kino wurde. 1948 wurden in das zerbombte Tivoli die U.T.-Lichtspielkinos am Bahnhofsplatz wieder eingerichtet. Das Kino erlebte einen neuen, großem Aufschwung.
1969 bestanden laut Zeitungsanzeigen in Bremen die Kinos Am Bahnhofsplatz (UT), Atlantis (UfA), Bali, Central, City (B), Europa (B), Gondel, Kammer, Modernes (B), Mühlenbach (Lesum), Park (Lesum), Regina (B), Roland (B), Schauburg (B), Sögestraße (UfA), Stern (UfA), Studio für Filmkunst.

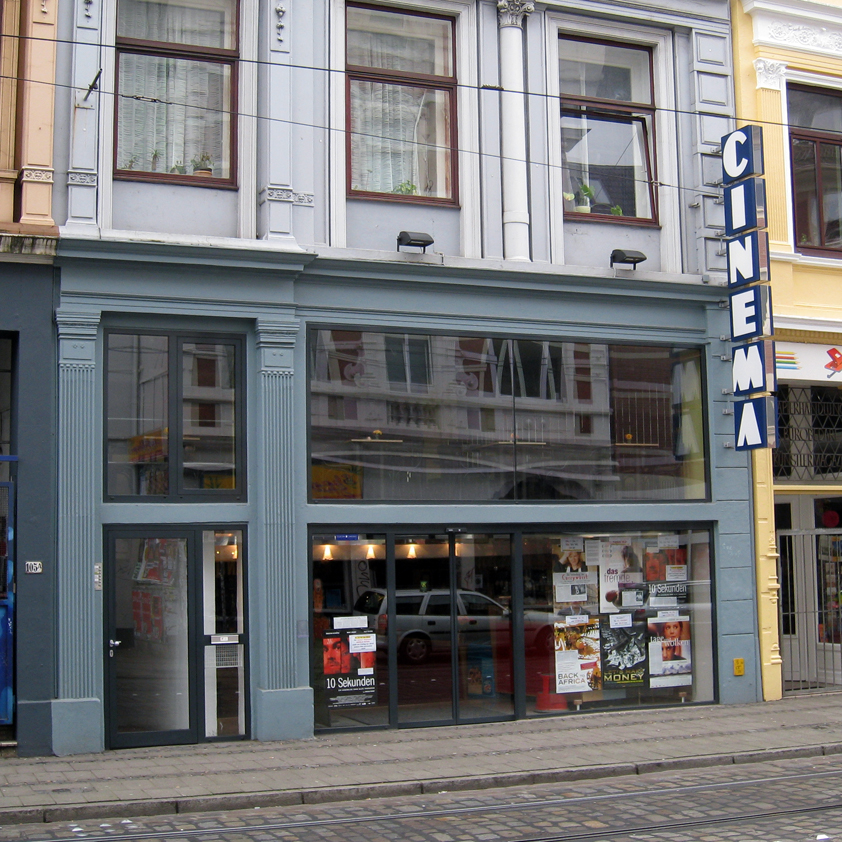
Cinema Ostertor

#### Programmkino
Ein Programmkino, auch Filmkunstkino oder Arthouse-Kino, ist ein kleineres kommerzielles Kino, das künstlerisch anspruchsvolle Filme zeigt. Art House Cinemas entstanden zunächst gegen Ende der 1920er Jahre an der Ostküste der Vereinigten Staaten. Als erstes Programmkino Deutschlands gilt das Cinema im Ostertor in Bremen, das 1969 gegründet wurde. Dieses Haus bestand schon seit 1934 als Kammer-Lichtspiele. 2005 erfolgte eine Renovierung der Innenräume.

1982 stellte die Schauburg sich um und wurde Programmkino für die Filmkunst. Die Gondel und das Atlantis folgten später. Die Bremer Filmkunstkinos zeigen deutsche und internationale Spielfilme sowie Kunst- und Dokumentarfilme, zuweilen führen sie kleinere Filmfestivals durch und zeigen Uraufführungen. Auch andere Veranstaltungen finden statt.

#### Kommunalkino
1973 gründeten engagierte Bürger das Kommunalkino Bremen e. V., das einen Bildungsauftrag erfüllen wollte. Es war zunächst mangels eigener Spielstätte hauptsächlich im Cinema im Ostertor angesiedelt. Anfang der 1980er Jahre zeigte das Kommunale Kino Filme an acht Spielstätten und hatte damals rund 30.000 Besucher im Jahr. 1993 zog es in eigene Räume nach Walle und wurde in Kino 46 umbenannt. 2011 erfolgte der Umzug ins ehemalige City-Kino in der Bahnhofsvorstadt, wo es nun als City 46 firmiert. Das Kommunalkino finanziert sich aus Eintrittsgeldern, Zuschüssen des Senators für Kultur und aus Drittmitteln.

#### Neuere Entwicklungen
In den 1990er Jahren sollten wiederum die Filmtheater einen dramatischen Rückgang verzeichnen. Viele kleinere Häuser verschwanden. 1999 schloss das City-Film-Theater in der Birkenstraße am Hillmannplatz und das Europa in der Bahnhofstraße. 2001 musste auch das UT am Bahnhof schließen.
Seit 1998 entstanden in Bremen drei neue Großkinos als so genannte Multiplex-Kinos (Vielfach-Großkinos).

## Liste der Filmtheater
Alphabetische Liste der Kinos, die oft zusätzliche Bezeichnungen hatten wie Lichtspiele, Palast oder Theater; mit Name, Ort, Anzahl der Plätze und Zeitraum:

### Bestand
In der Stadt Bremen gibt es (Stand: Mai 2013) acht Filmtheater mit 39 Kinosälen und insgesamt 10.312 Plätzen. Drei Filmtheater sind davon Multiplex-Kinos mit zusammen 32 Sälen. Der größte Kinosaal im Raum Bremen mit 674 Sitzplätzen befindet sich im Cinespace. Dieses war in Norddeutschland das erste Kino mit digitaler Projektion und digitaler 3D-Projektion. Auch die beiden weiteren Großkinos haben auf 3D-Technik umgerüstet.
In Bremerhaven gibt es, nachdem das Passage-Kino am 23. Dezember 2020 geschlossen hat, nur noch ein Multiplex-Kino mit sechs Sälen und 797 Plätzen. Auch das KoKi zeigt sein Programm in diesem Kino. In den Sommermonaten wird das Kinoangebot um das Kino im Hafen, ein Open-Air-Kino im Schaufenster Fischereihafen ergänzt.
Fünf kleinere Häuser überstanden das Kinosterben. Die Schauburg, die Gondel und Atlantis sind als Bremer Filmkunsttheater im Besitz von Manfred Brocki. Die Bremer Filmkunsttheater übernahmen außerdem im März 2013 die Programmplanung und Bespielung des Cinema.

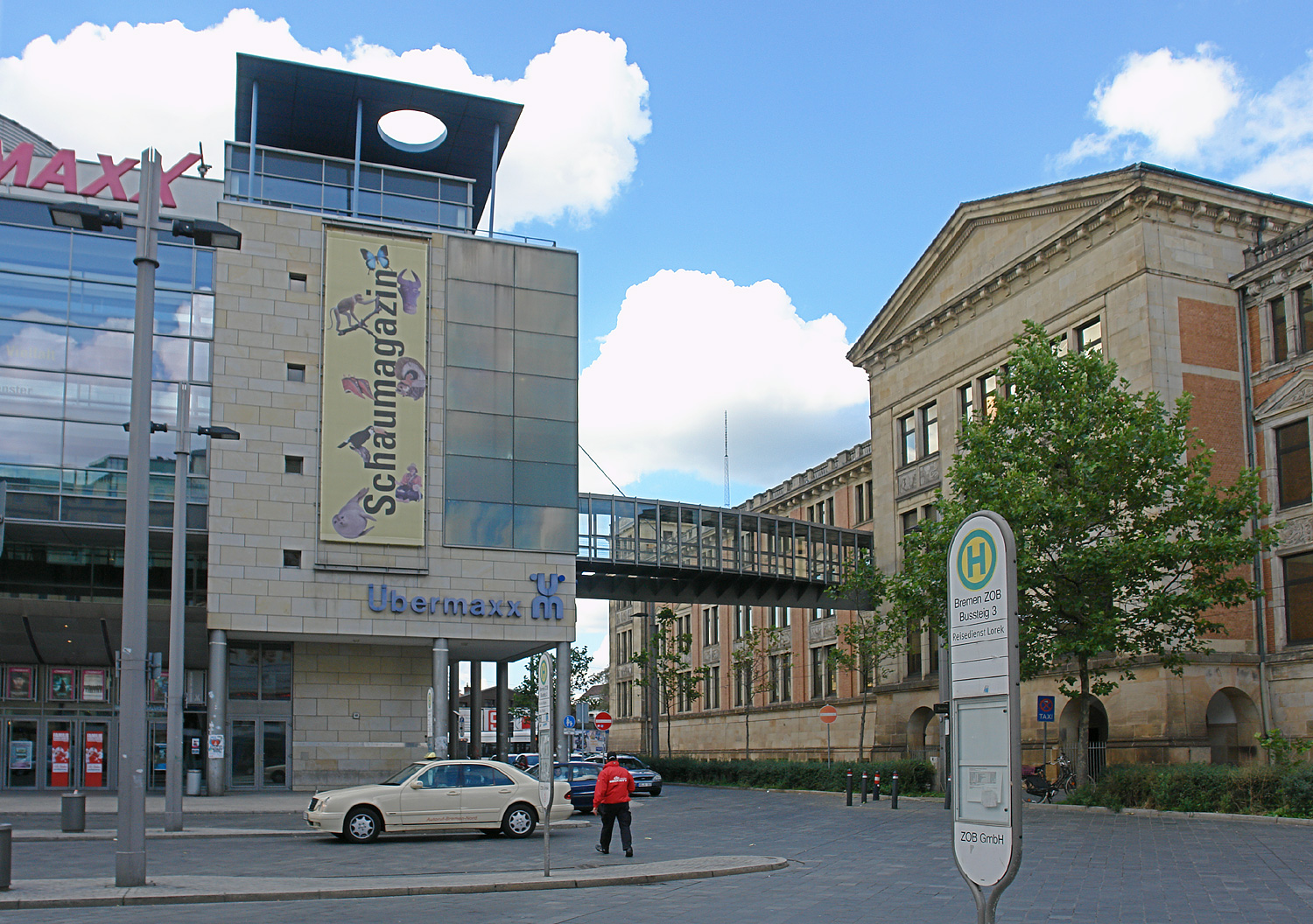
CinemaxX mit dem Schaumagazin Übermaxx am Überseemuseum Bremen

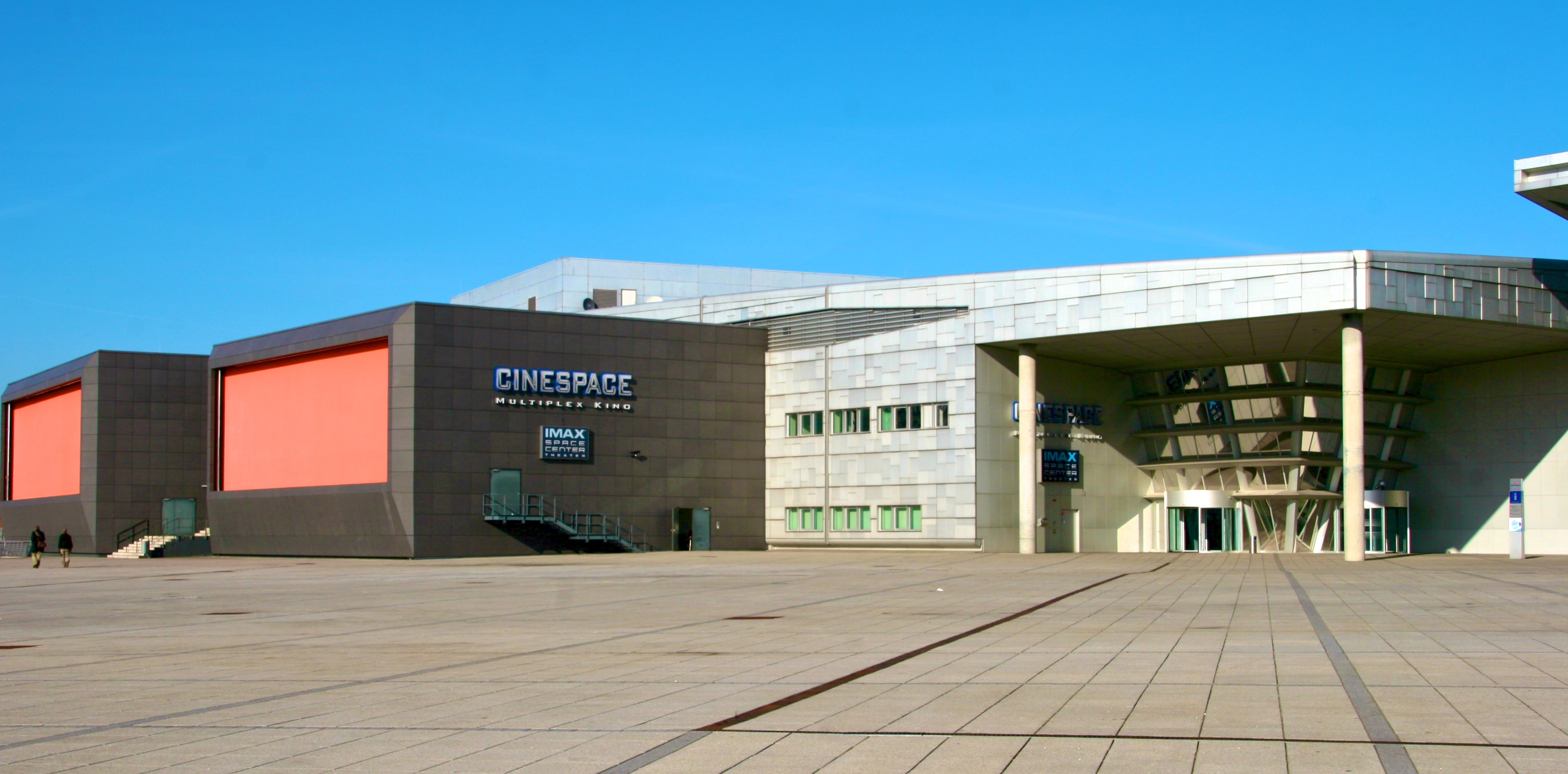
Cinespace Multiplex-Kino

#### Bestand in Bremen
- Atlantis als Programmkino der Bremer Filmkunsttheater in Mitte – Altstadt, Böttcherstraße 4, 244 bzw. 139 Plätze, seit 1930/31.
- Cinema im Ostertor als Programmkino im Ortsteil Ostertor, Ostertorsteinweg, 260 später 134 Plätze, seit um 1969/71.
- CinemaxX der CinemaxX AG in Bremen-Mitte, Breitenweg seit 1998 mit zehn Kinosälen und 2904 Sitzplätzen.
- Cinespace Multiplex-Kino im Einkaufszentrum Waterfront Bremen bei den Ortsteilen Industriehäfen/Gröpelingen, seit 2003/2004 mit elf Kinosälen und 3074 Sitzplätzen.
- Cinestar Kristall-Palast der Cinestar-Gruppe in Osterholz, Hans-Bredow-Straße 9, seit 1999 mit elf Kinosälen und 3333 Sitzplätzen.
- City 46 in Mitte, von 1974, seit 1993 als Kino 46 kommunales Kino im Waller Medienzentrum, seit September 2011 als City 46 im ehemaligen City-Kino am Herdentor in der Innenstadt mit zwei Kinosälen mit 160 bzw. 80 Sitzplätzen und einer unbestuhlten „Kino-Schule“. Das City existiert als Kinogebäude bereits seit 1957.
- Gondel als Programmkino der Bremer Filmkunsttheater in Schwachhausen, Schwachhauser Heerstraße, seit 1957 mit einem Kinosaal und 180 Sitzplätzen.
- Schauburg als Programmkino der Bremer Filmkunsttheater in der Östlichen Vorstadt, Vor dem Steintor 114 von 1929 mit damals 800 und heute um 250 Sitzplätzen.
- Seit dem Sommersemester 2019 betreiben ehrenamtlich engagierte Studierende das CampusKino Bremen, ein Unikino im Netzwerk von unifilm.de,[2] welches während der Vorlesungszeit jeden Mittwoch um 19 Uhr den größten Hörsaal der Universität Bremen „in ein Kino verzaubert“.[3] Letzterer hat Sitzplätze für 500 Besucher.

#### Bestand in Bremerhaven
- CineMotion in Mitte, Karlsburg 1, Multiplex-Kino mit 6 Sälen und 1.125 Plätzen.[4]
- Kommunales Kino Bremerhaven e. V. (KoKi) in Mitte, Bogenstraße 7, mit den Vorführungen im CineMotion.

### Frühere Kinos

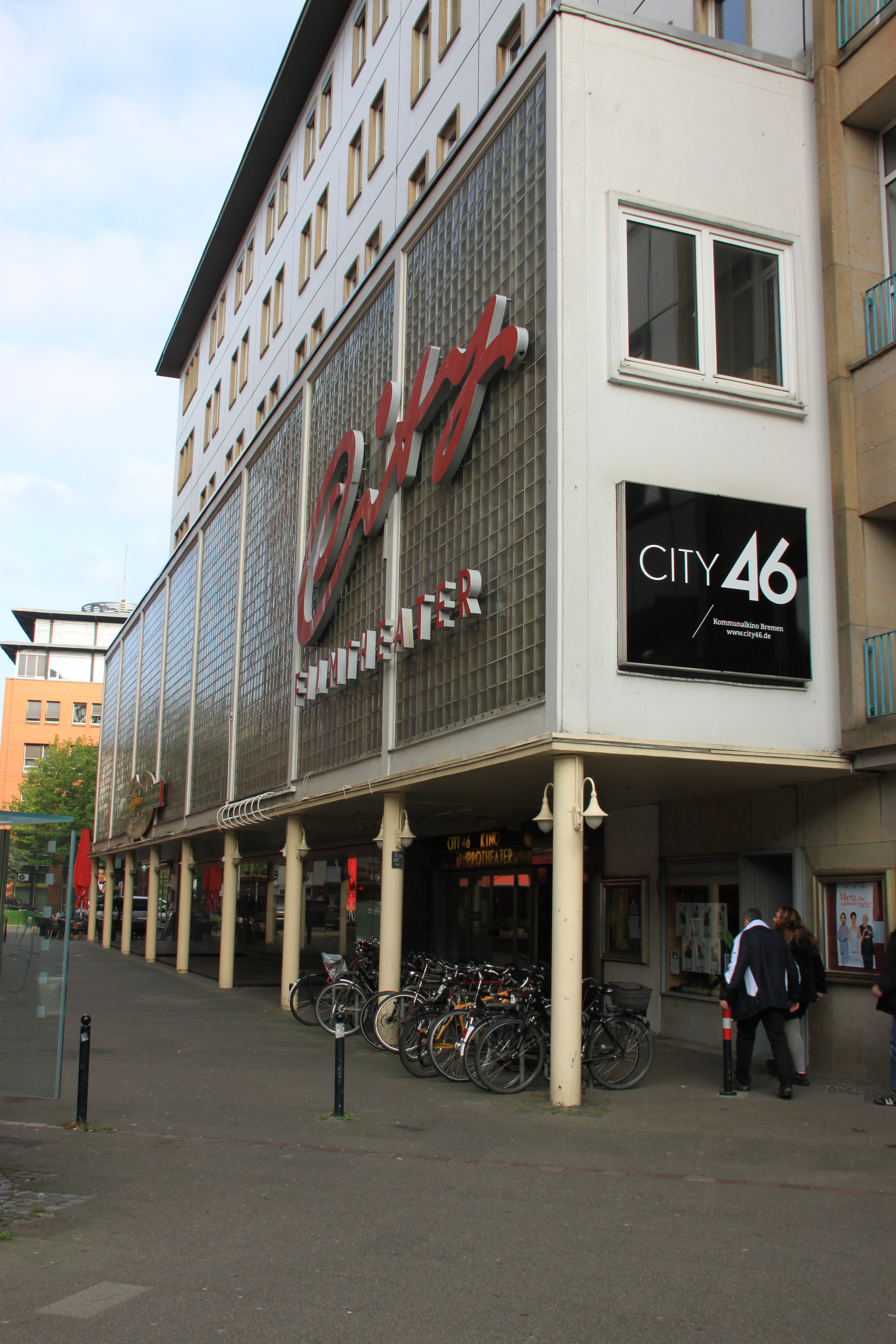
City 46

#### In Bremen
- Admiral in Findorff, Hemmstraße 160, 784 Plätze, 1933 bis 1965
- Am Bahnhofsplatz (UT) in Mitte, An der Weide 10, Saal 1: 814 Plätze, 1975: 948 Plätze, 1993 Center 1 408 Plätze, Center 2: 119 Plätze, Center 3: 60 Plätze, Center 4: 225 Plätze, Center 5: 91 Plätze, Center 6: 96 Plätze, Center 7: 71 Plätze, Center 8: 60 Plätze; 1945 bis nach 1997,
- Apollo in der Neustadt, Osterstraße 6, 1910 bis um 1962
- Arberger Lichtspiele in Arbergen, Arberger Heerstraße 42, 345 Plätze, 1952 bis nach 1962
- Arsterdamm-Lichtspiele in Kattenturm, Kattenturmer Heerstraße 30, 220 Plätze, 1947 bis nach 1962
- Atlantis (UfA), seit 1931: Siehe bei Bestand
- Bali im Hauptbahnhof Bremen, 368 Plätze, 1953 bis 1984[5], heute Reisezentrum
- Blende in Woltmershausen, Woltmershauser Straße 261, 1956 bis um 1962
- Bremer Lichtspielhaus in Mitte, Obernstraße 19, 1000 Plätze, 1910 bis 1930
- Camera in Horn-Lehe, Horner Heerstraße 31, 400 Plätze, 1953 bis nach 1962
- Central in Habenhausen, Dorfstraße 33, 1953 bis nach 1962
- Central in Oslebshausen, Oslebshauser Heerstraße 125, 285 Plätze, 1937 bis um 1971; davor:
  - Uhu-Lichtspiele, 250 Plätze, 1927 bis 1932
  - Skala-Tonfilm-Theater, 1932 bis 1936
- City in Mitte, Herdentorsteinweg, 600 Plätze, 1957 bis 2010; danach
  - City 46 seit 2011
- Concordia in Schwachhausen, Schwachhauser Heerstraße, 1945 mit Unterbrechung bis 2008
- Corso in Arbergen, nur 1948
- Decla in Walle, Waller Heerstraße 44, 800 Plätze, 1921 bis 1969
- Europa in Mitte, Bahnhofstraße/Herdertorsteinweg, 1000 Plätze, ab 1950: 820 Plätze, ab 1995: 503 Plätze, 1926 bis 1944, 1950 bis 1999
- Film-Eck in der Neustadt, Oder-/Erlen-Straße, nur 1948/49
- Filmbühne Weserlust in Östliche Vorstadt, Osterdeich 150, 501 Plätze, 1948 bis 1963
- Gloria in der Vahr, Wilsederbergstraße 19a, 625 Plätze, 1958 bis 1964
- Gloria in der Neustadt, Pappelstraße 57, 800 Plätze, 1929 bis 1941
- Gondel: Siehe bei Bestand
- Grohner Lichtspiele in Vegesack – Grohn, Lange Straße 75, nur 1933
- Hansa in Vegesack, Tannenstraße 17/18 ab 1931 Hafenstraße 126/30, 1130 Plätze, 1909 bis 1944
- Kammer-Lichtspiele in Mitte, Ostertorsteinweg 105, 228 Plätze, 1935 bis 1969, danach Cinema Ostertor (siehe dort)
- Kommunalkino im Gustav-Heinemann-Bürgerhaus in Vegesack, Sedanplatz, 1983 bis 1999
- Kurbel in Walle, Waller Heerstraße 165 auf dem Areal des Waldau Theaters, 550 Plätze, 1952 bis 1958
- Lichtspiele Rablinghausen in der Landlust (Saal), Rablinghauser Landstraße 52, 420 Plätze, 1948 bis 1960
- Lüssumer Lichtspiele in Blumenthal – Lüssum, Lüssumer Straße 97, 1917 bis 1927
- Metropoltheater in Mitte, Ansgariistraße 20, 1000 Plätze, 1920: 850 Plätze, 1908 bis 1944
- Modernes Theater in der Neustadt, Neustadtswall 28a, 750 bzw. 782 und 690 Plätze, 1919 bis 1971, heute Kulturzentrum
- Mühlenbach in Lesum, Bremer Heerstraße 32, 400 Plätze, 1936 bis um 1975
- Oase – Neustadt, Lahnstraße 46, 590 Plätze, 1950 bis um 1963
- Odeon als Gastwirtschaft in Hemelingen – Hastedt, Hastedter Heerstraße 374, 350 Plätze, 1918 bis um 1962
- Olympia im Walle, Waller Heerstraße 201, 400 Plätze, 1921 bis 1923/24
- Opera in Mitte, Ostertorsteinweg 28, 1910 bis 1914, danach
  - Kaiser, 580 Plätze, 1915 bis um 1942
  - Liberty, 1949 bis um 1950
  - Palast, 547 Plätze, von um 1951 bis um 1962, 1965 Einkaufszentrum
- Palast in Walle-Utbremen, Landwehrstraße
- Park-Lichtspiele – Burgdamm, Bremerhavener Heerstraße 29. 298 Plätze 1957 bis 1980
  - Park-Lichtspiele Bremen-Lesum, 350 Plätze 1980 bis 1982/83
- Rali-Lichtspiele (Raths Lichtspiele) in Oberneuland, Oberneulander Heerstraße 38, 380 Plätze, 1937 bis 1961
- Regina in Walle, Landwehrstraße 38, 709 bzw. 566 Plätze, 1957 bis 1983
- Residenz in Osterholz, Soltend, 450 Plätze, nur 1961 bis 1963
- Rex in Gröpelingen, Gröpelinger Heerstraße 163, 600 Plätze, 1957 bis 19??
- Rö-Li in Blumenthal – Rönnebeck, Dillener Straße 96, 356 Plätze, 1956 bis 1962
- Roland in Gröpelingen, Gröpelinger Heerstraße 195, 222 Plätze, 1925 bis um 1934 danach
  - Alhambra, 1935 bis 1943/44
- Roxy in Vegesack, Alte Hafenstraße 22, 403 Plätze, 1955 bis ca. 1974
- Scala siehe bei Vegesacker Lichtspiele
- Schauburg im Steintorviertel in der Östlichen Vorstadt, Vor dem Steintor 116, 800 Plätze, seit 1980 mit zwei Kinosälen und 359 Sitzplätze, 1929 bis 1997
- Schützenhof-Lichtspiele in Gröpelingen, Bromberger Straße 117, 1917 bis um 1930
- Silva in St. Magnus, Lesumer Heerstraße 76, 361 Plätze, 1956 bis nach 1962
- Stadttheater-Lichtspiele (Deutsche Lichtspiele) in Vegesack, Gerhard-Rohlfs-Straße 67, 600 Plätze, 1927 bis 1960
  - Stadttheater Tonburg 1953 bis 1960
- Stern in Mitte, Carl-Ronning-Straße 4/6, 437 Plätze ab um 1975 zwei weitere Kinosäle mit je 60 Plätzen sowie später Stern 5 bis 7 drei als kleinere Säle, 1957 bis 1998
- Studio für Filmkunst in Mitte, Herdentorsteinweg 39, 469 Plätze, 1957 bis 1997
  - 1993 Atelier im Filmstudio mit zwei Sälen
  - 1995 Filmstudio und Atelier
- Thalia in Woltmershausen, Woltmershauser Straße 442, 233 dann 450 bzw. ab 1937 über 830 Plätze, um 1921
- Tivoli in Hemelingen, Langenstraße bzw. Hannoversche Straße 11, 250 dann 450 und bis zu 900 Plätze (ab 1940), 1918 bis nach 1962
- Tivoli in Mitte, An der Weide 10, 1925 bis 1944, danach siehe Am Bahnhofsplatz (UT)
- Tonfilm-Bühne Weisse Wand, Graf Haeselerstraße 50 bzw. ab 1956 Friedrich-Karl-Straße 86 , 1950 bis nach 1962
- Ufa-Palast in Mitte, Auf der Brake, sieben Kinosäle mit 105 bis 232 Plätzen, 1990 bis 2001
- UfA – Sögestraße in Mitte, Sögestraße 46, 258 Plätze, 1966 bis um 1990 zuvor
  - Kaisertheater (1911–1915),
  - Victoria, 220 Plätze, 1916 bis 1934
  - Barberina, 1935 bis um 1942/43
  - AKI-Aktualitäten-Kino, 416 Plätze, 1953 bis 1966
- Union in Mitte, Am Brill 11, 200 Plätze, nur um 1910/13
- Union in Blumenthal, Landrat-Christians-Straße 113, 525 Plätze, 1956 bis 1975
- Urania in Osterholz, Grenzwehr 46 ab 1950 Osterholzer Heerstraße 136, 280 Plätze, 1948 bis 1963
- Vegesacker Lichtspiele, Breite Straße 24, 222 ab 1930 690, ab 1934 850 und ab um 1939 928 Plätze, 1917 bis 1956 danach
  - Scala, 1957 bis 1991
- Erstes Vegesacker Lichtspieltheater, u. a. Kirchenstraße 45 und Sedanplatz 15, 200 bzw. 246 Plätze, 1908 bis 1922
- Viktoria-Lichtspiele in Huchting, Kirchhuchtinger Landstraße 41, 196 bzw. 245 und 330 Plätze, 1936 bis 1960er Jahre
- Wandertonfilm in St. Magnus dann in Aumund, um 200 bis 300 Plätze, 1949 bis 1959
- Welt-Theater in Gröpelingen, Nordstraße 201/203, 770 Plätze, 1917 bis 1944 zuvor
  - Central, 1912 bis 1917
- Weser-Lichtspiele in Mitte, St. Paulistraße 19/21, 250 Plätze, 1949 bis 1952
- Weser-Tonlichtspiele in Farge, Fargaerstraße 33 (bzw. 100), Gaststätte Zum grünen Jäger, 210 ab 1949: 298 Plätze, 1937 bis nach 1962
- Weserlust am Osterdeich, 1948 bis 1963
- Wilhelmshöhe (Lichtburg) in Grambke, Am Geestkamp 3, 348 Plätze, 1953 bis um 1962
- Zentral (Central) – Theater – Blumenthal, Langestraße 81 ab um 1925 Blumenstraße 34, 250–300 ab 1929: 500–558 Plätze, 1920 bis 1975

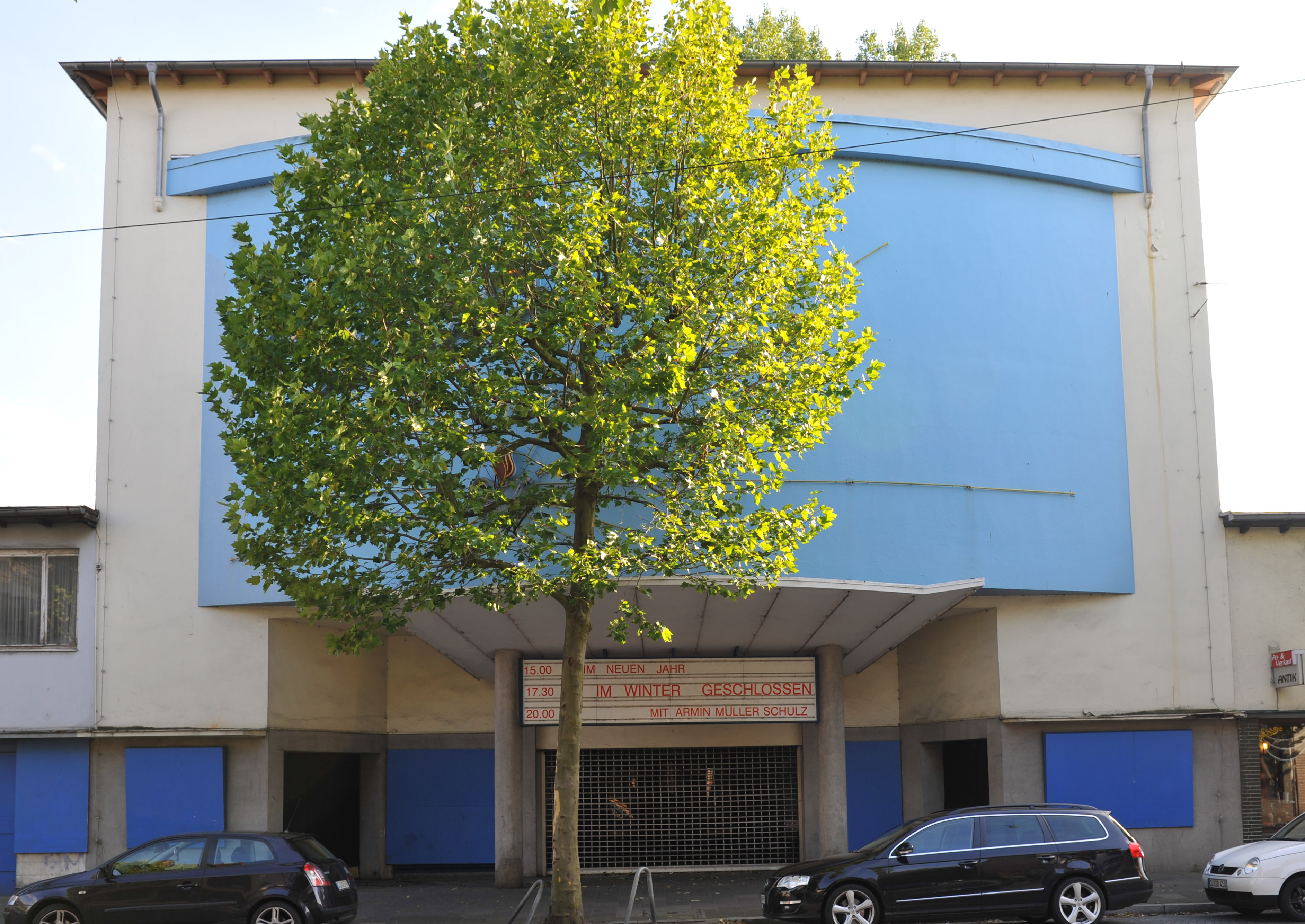
Aladin in Lehe

#### In Bremerhaven
- Admiral in Geestemünde, Georgstraße 50, 700 Plätze, 1953 bis 1963
- Admiral in Lehe, Hafenstraße 176, 800 Plätze, 1917 bis um 1928
- Aladin in Lehe, Rickmerstraße 13/15, 700 ab 1993 460 Plätze, 1956 bis um 1997
- Apollo: siehe bei Europa
- Asta-Nielsen-Theater in Lehe, nur 1917
- Astoria in Mitte, Grazer Straße 53–55, 500 Plätze, 1955 bis 1964
- Atlantis in Lehe, Hafenstraße 144, um 250 Plätze, 1954 bis 1997
- Atrium in Geestemünde, An der Mühle 11, 981 Plätze, nur 1940/41
- Bali bzw. 1984 Cinema im Hauptbahnhof, Friedrich-Ebert-Str. 73, 490 Pl., ab 1984 218 Plätze, 1959 bis 1997
- Capitol in Lehe, Hafenstraße 156, 807 und ab 1979 460 Plätze, 1927 bis 1945 und 1951 bis 1992
- Central bzw. ab 1961 City in Lehe, Hafenstraße 127, um 400 Pl. , ab 1952 502 Pl. und ab 1979 180 Plätze, 1912 bis 1993
- Cinema: siehe Gloria oder Bali
- Edison-Lichtspiele siehe bei Modernes Theater
- Elektra in Lehe, Hafenstraße 166, 324 bzw. 420 Plätze, 1948 bis 1964
- Europa bzw. 1963 Apollo in Geestemünde, Georgstraße 73, 649 bzw. 480 Plätze, 1953 bis 2007
- Film-Eck in Wulsdorf, Schiffdorferdamm 182, 200 Plätze, nur 1949
- Filmstelle Wesermünde in Lehe, Hafenstraße 155, 1949 bis 1953 danach Max-Dietrich-Straße 22 bis 1960
- Gloria bzw. 1965 Cinema in Lehe, Hafenstraße 55, 600–700 Plätze, 1913 bis 1969
- Hansa in Mitte, Bürgermeister-Smidt-Strasse 48, 300 Plätze, 1917 bis 1943/44 (zerbombt)
- Kaiser-Lichtspiele, Grünstraße 7, nur 1918
- Kamera in Wulsdorf, Weserstraße 56, um 450 Plätze, 1952 bis 1961, davor
  - Die Kurbel in Wulsdorf, 230 Plätze, 1950 bis 1952
- Leherheider Lichtspiele, Aula mit 200 Plätzen in der Fritz-Husmann-Schule am Debstedter Weg, 1948 bis 1953
- Lichtburg in Geestemünde, Fischerstraße 4/6, 340 Plätze, 1929 bis um 1938
- Metropol in Geestemünde, Georgstraße 45, 382 Plätze, 1920 bis 1943/44, zuvor
  - Palast- bzw. Kaiser-Palast-Theater, 300 Plätze, nur 1917/18
- Modernes Theater in Mitte, Bürgermeister-Smidt-Str. 65, 600 bzw. 640 Plätze, 1928 bis 1943/44, zerbomt, zuvor
  - Edison-Lichtspiele, 700 Plätze, 1917 bis 1927
- Odeon in Leherheide, Debstedter Weg 16, 675 Plätze, 1953 bis 1966
- Passage Kino 1 und 2 in Mitte, Bürgermeister-Smidt-Straße 20, je 193 Plätze, 1978 bis 23. Dezember 2020[6]
- Rex in Geestemünde, Georgstraße 119/121, 800 Plätze, 1957 bis 1989
- Schauburg in Geestemünde, Johannesstraße 35, 480 Plätze, 1949 bis 1963
- Titania in Lehe, Batteriestraße 22, 426 Plätze, 1949 bis 1953
- Tivoli in Mitte, Grazer Straße 53/55, seit 1949 1261 Plätze, ab 1880 Theater von 1927 bis 1964 Kino und Veranstaltungsraum
- Union bzw. Weser und Schauburg in Lehe, Lange Straße 67, 345 Plätze, 1925 bis 1929, baupolizeilich geschlossen
- Unterweser-Lichtspiele, 250 Plätze: Wanderkino in Wulsdorf, Weserstraße 14 und Schiffdorfer Damm, 1945 bis 1948
- Wulsdorfer Lichtspiele bzw. 1964 Weser-Lichtspiele, Weserstraße 29/30, 430 Plätze, 1946 bis 1964

## Statistik
In Bremen (Stadt) gab es 1950 in den 28 Kinos 15.337 Plätzen, die von 5,27 Mio. Gästen besucht wurden.
In Bremerhaven1950 waren es 8 Kinos mit 4221 Plätzen und 1,66 Mio. Besucher. In den 1950er Jahren befanden sich in Bremerhaven 14 Kinos, keines davon in Bremerhaven-Mitte. Dazu gehörten die Kinos Admiral, Aladin, Astoria, Atlantis, Capitol, Central/City, Elektra, Europa/Apollo, Gloria/Cinema, Kamera, Odeon, Rex, Tivoli, Wulsdorfer/Weser Lichtspiele, das Bahnhofskino im Hauptbahnhof und die Schauburg in der Johannesstraße.
Die Besucherzahl erreichte ihren Höhepunkt 1957 in Bremen mit 10,53 Mio. und in Bremerhaven mit 2,72 Mio. Besucher. 1960 hatte Bremen 53 Kinos mit rund 28.000 Plätzen und 7 Mio. Besucher und Bremerhaven hatte 16 Kinos mit 9678 Plätzen und rund 2 Mio. Besucher. Mit dem Fernsehen kam dann der erste große Einbruch und viele Kinos mussten schließen.
1969 waren in Bremen noch 25 Kinos mit 12.744 Plätzen und 1,77 Mio. Besucher und Bremerhaven hatte 8 Kinos mit 4574 Plätzen und 0,6 Mio. Besucher.
Im Land Bremen waren 2000 noch 15 Kinos mit 9757 Plätzen vorhanden bei 2,1 Mio. Besucher. Die Besucherzahl nahm weiterhin leicht ab.

2011 gab es 1,99 Mio. Kinobesucher im Bundesland Bremen (bundesweit 12,96 Mio.). Durchschnittlich besuchte jeder Bremer Kinobesucher jährlich 3,01 mal ein Kino (Bundesdurchschnitt 1,58). Dabei wurde ein Umsatz von 16,44 Mio. Euro in Bremen erzielt (Bundesweit: 958,1 Mio Euro).

## Kino-Unternehmer
Die wichtigsten Unternehmer oder Unternehmungen waren und sind:
In Bremen
- W. A. Braune: Alhambra, Vegesacker Lichtspieltheater Wulsdorfer Lichtspiele (1950–1958)
- CinemaxX AG Hamburg: CinemaxX
- Cinestar Lübeck: Cinestar Kristall-Palast
- Johannes Hagen, Hagen & Sander, Hamburg: Apollo-Theater, Bremer Lichtspieltheater, Hansa-Theater, Metropoltheater, Opera- (Kaiser-, Liberty-) Theater, Palast-Theater
- Simon Horwitz: Skala-Palast
- Luetge & Heiligers: Decla, Europa-Palast, Gloria in Bremerhaven (1956–1959), Moderne Theater, Schauburg, Tivoli, Wulsdorfer Lichtspiele (1958/63)
- Heinz Rohde, Billerbeck & Rhode: Admiral, Camera, Kurbel, Regina, Rex
- Gert Settje: Cinema im Ostertor
- UFA-Theater AG: Atlantis, Am Bahnhofsplatz (UT), Sögestraße, Stern, Ufa-Palast

In Bremerhaven
- Günter Hansel: Atlantis-Lichtspiele (1954–1957), Elektra-Theater (1949–1956)
- Theo Marseille: Aladin-Filmtheater, Atlantis (1957–1983), Capitol (1963–1980), Europa -Geestemünde, Rex-Filmtheater (ab 1967)
- Karl Seebeck: Gloria-Theater (ab 1960)